# Conospermum burgessiorum
Conospermum burgessiorum är en tvåhjärtbladig växtart som beskrevs av L.A.S. Johnson & Mcgill.. Conospermum burgessiorum ingår i släktet Conospermum och familjen Proteaceae. Inga underarter finns listade i Catalogue of Life.